# Suzuki GSX-R 1100
Die GSX-R1100 ist ein Motorrad des japanischen Herstellers Suzuki mit 1100 cm³ Hubraum.
Die GSX-R 1100 wurde von 1986 bis 1993 gebaut. Bis 1992 wurden luft- und ölgekühlte Motoren verwendet, von 1993 bis 1997 waren die Motoren wassergekühlt. Sie erhielten die Typbezeichnung GSX-R 1100 W.
Ihren Ruf erwarb sich dieses Modell durch den Aluminiumrahmen, der erstmals bei der 1983 vorgestellten Suzuki RG 250 Gamma im Großserienbau eingesetzt wurde, sowie das markante Design und die auf absolute Sportlichkeit ausgelegte Sitzhaltung.

## Präsentation, Unterschiede zur GSX-R 750, Daten

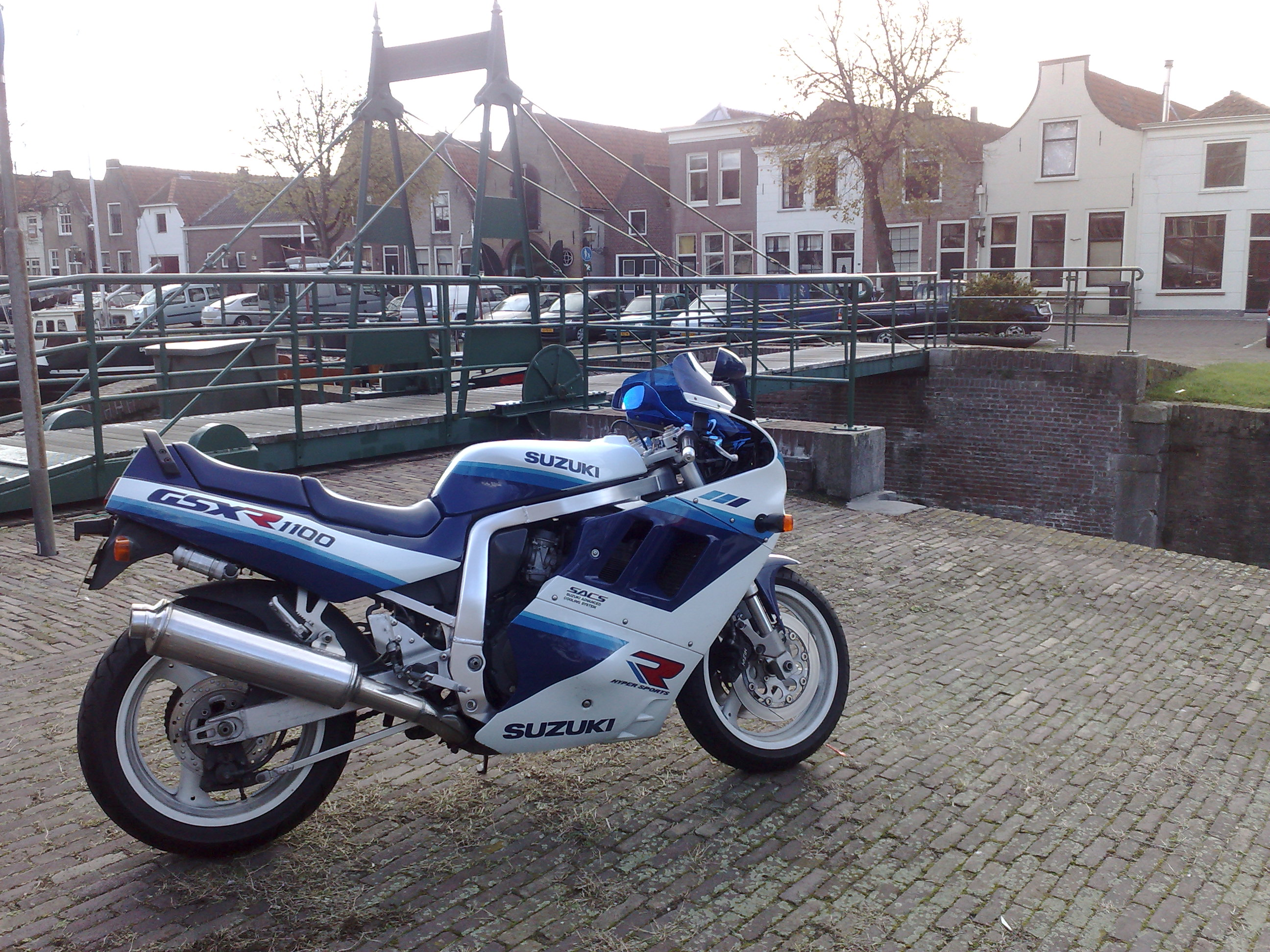
GSX-R 1100 1990

Im Oktober 1985 wurde die GSX-R 1100 in Laguna Seca (Kalifornien, USA) präsentiert. Sie war äußerlich nur schwer von dem 1984 vorgestellten kleineren Schwestermodell GSX-R 750 zu unterscheiden. Allerdings hatte Suzuki auf die Kritik am Fahrwerk der GSX-R 750 reagiert; der Aluminium-Doppelschleifenrahmen mit einem Gewicht von 12 kg war deutlich stärker dimensioniert.
Der Vierzylinder-Viertakt-Reihenmotor ist quer zur Fahrtrichtung eingebaut. Er ist luft-/ölgekühlt, dazu werden die 4,7 Liter Motoröl zusätzlich durch einen Ölkühler geführt. Suzuki bezeichnet das Verfahren als SACS (Suzuki Advanced Cooling System).
Der Motor hat einen Hubraum von 1052 cm³, zwei obenliegende Nockenwellen und 4 Ventile pro Zylinder. Das Kraftstoff-Luft-Gemisch wird mit 4 Mikuni-Gleichdruckvergaser mit einem Durchlass von 34 mm aufbereitet. Die Nennleistung der gedrosselten Version beträgt 100 PS (74 kW) bei 8.700/min, ungedrosselt liegt die maximale Leistung bei 130 PS (96 kW) bei 9.500/min.
Das Getriebe hat 5 Gänge. Die Kupplung ist hydraulisch betätigt und läuft im Ölbad. Eine Rollenkette überträgt die Leistung auf das Hinterrad.
Das Vorderrad wird von einer vierfach einstellbaren Upside-Down-Teleskopgabel mit 41 mm Standrohrdurchmesser gefedert. Das Hinterrad ist in einer Zweiarmschwinge aus einer Aluminiumlegierung aufgehängt, das Zentralfederbein ist stufenlos einstellbar.
Vorne wird mit zwei schwimmend gelagerten Bremsscheiben mit 310 mm Durchmesser und Vierkolbensätteln gebremst, hinten mit einer Einscheibenbremse mit 220 mm Durchmesser und Zweikolbensattel.
Größere Modellpflegemaßnahmen waren bis 1988 nicht erforderlich; allerdings wurde das Motorrad in Details kontinuierlich weiterentwickelt.

## Fahrleistungen
Die Fahrleistungen werden mit 3,3 Sekunden für die Beschleunigung 0–100 km/h angegeben, die Höchstgeschwindigkeit mit 228 km/h.

## Vergleichstest
Unter der Überschrift „Nonplusultra?“ verglich die Zeitschrift DAS MOTORRAD in Heft 4/1986 die GSX-R 1100 mit der Honda VF 1000 R und der Kawasaki GPZ 1000 RX. Mit 283 Punkten ließ die Suzuki die Konkurrenten Kawasaki (262 Punkte) und Honda (246 Punkte) deutlich hinter sich. Sie siegte in allen Wertungsklassen (Motor und Fahrleistungen, Fahrwerk und Fahrstabilität, Ausstattung und Komfort), mit Ausnahme der Wirtschaftlichkeit, wo Kawasaki vorne lag. 1986 betrug der Neupreis 15.489 DM.

## Weitere Modellpflege
Die Typenbezeichnung GSX-R wurde auch von 1989 bis 1998 beibehalten. Im vierten Modelljahr (1989) wurde der Hubraum auf 1127 cm³ angehoben. Die Leistung blieb gedrosselt unverändert bei 100 PS, die Nennleistung der ungedrosselten Version stieg auf 138 PS. Zur IFMA 1991 bekam die GSX-R 1100 unter anderem neue Vergaser (Slingshot, Durchlass 40 mm).
Das Kühlsystem der ab 1993 angebotenen GSX-R 1100 (W) verfügte neben einem Radialwasserkühler auch über einen luftgekühlten Ölkühler sowie Kolbenöldüsen. Gleichzeitig wurde zwar der Hubraum des Motors auf 1.074 cm³ reduziert (Bohrung × Hub: 75,5 × 60 mm), jedoch stieg die Nennleistung auf 155 PS.